# Сквозь снег (телесериал)
«Сквозь снег» (англ. Snowpiercer) — американский постапокалиптический телесериал, разработанный Джошем Фридменом для телесети TNT на основе одноимённого фильма и французского графического романа «Сквозь снег» Жака Лоба и Жан-Марка Рошетта. Премьера состоялась 17 мая 2020 года.
Сериал находился в разработке более трёх лет, его производство неоднократно откладывалось из-за разногласий между продюсерами и телесетью. Проект находился в так называемом «производственном аду» до 2019 года.
Ещё до премьеры сериал был продлён на второй сезон, состоящий из десяти эпизодов. Съёмка большей части второго сезона была завершена до перерыва, вызванного пандемией COVID-19. Премьера второго сезона состоялась 25 января 2021 года.
Премьера третьего сезона состоялась 24 января 2022 года на канале TNT, а также на стриминговой платформе Netflix.
Премьера заключительного четвёртого сезона состоялась на телеканале АМС 21 июля 2024 года.

## Сюжет
Действие сериала происходит спустя семь лет после того, как мир стал снежной пустыней. Выжившие люди находятся в постоянно движущемся вокруг земного шара по сверхширокой колее поезде, состоящем из 1001 вагона, которые разделены по социальным классам. 
В сериале поднимаются вопросы «классовой борьбы, социальной несправедливости и политики выживания». Постоянное движение поезда даёт энергию и предотвращает замерзание пассажиров. После катастрофы население поезда оказалось жёстко разделенным по классам, а также вовлечённым в революционную борьбу против строго навязанной социальной иерархии и несбалансированного распределения ограниченных ресурсов.

## В ролях

### Основной состав
| Давид Диггз        | Андре Лейтон                 | 10 | 10 | 10 | 10 | 40 |
| Мики Самнер        | Бесс Фрэнсис Тилл            | 10 | 9  | 10 | 10 | 39 |
| Элисон Райт        | Рут Уолдер                   | 10 | 9  | 10 | 10 | 39 |
| Дженнифер Коннелли | Мелани Кэвилл                | 10 | 6  | 3  | 4  | 23 |
| Лена Холл          | мисс Одри                    | 9  | 9  | 9  | 4  | 31 |
| Иддо Голдберг      | Беннетт Нокс                 | 10 | 10 | 9  | 5  | 34 |
| Сьюзан Пак         | Джинджу Сёнг                 | 10 |    |    |    | 10 |
| Кейти Макгиннесс   | Джози Уэлстед                | 7  | 7  | 8  | 9  | 31 |
| Сэм Отто           | Джон «Оз» Освейлер           | 8  | 6  | 7  | 8  | 29 |
| Шейла Ванд         | Зара Ферами                  | 9  | 9  | 10 | 2  | 30 |
| Роберто Урбина     | Хавьер «Хави» де Ля Торре    | 7  | 8  | 9  | 9  | 33 |
| Майк О’Мэлли       | Сэм Рош                      | 8  | 7  | 7  | 5  | 27 |
| Аннализа Бассо     | Лайла «Эл-Джей» Фолджер, мл. | 10 | 8  | 10 |    | 28 |
| Джейлин Флетчер    | Майлз                        | 8  | 1  | 2  | 6  | 17 |
| Стивен Огг         | Пайк                         | 5  | 6  | 7  |    | 18 |
| Роуэн Бланчард     | Александра Кэвилл            | 1  | 10 | 10 | 10 | 31 |
| Шон Бин            | Джозеф Уилфорд               | 1  | 10 | 10 | 3  | 24 |
| Челси Харрис       | Сайкс                        |    | 8  | 7  | 7  | 22 |
| Арчи Панджаби      | Аша                          |    |    | 7  |    | 7  |
| Майкл Аронов       | доктор Нима Руссо            |    |    |    | 9  | 9  |
| Кларк Грегг        | Антон Милиус                 |    |    |    | 7  | 7  |
| Всего эпизодов     | Всего эпизодов               | 10 | 10 | 10 | 10 | 40 |

- Давид Диггз — Андре Лейтон, «хвостовик», детектив поезда
- Мики Самнер[англ.] — Бесс Френсис Тилл, проводница, до катастрофы работала в полиции
- Элисон Райт — Рут Уолдер, помощница Мелани, до катастрофы держала гостевой дом
- Дженнифер Коннелли — Мелани Кэвилл, «голос» поезда, руководитель гостевого сервиса
- Лена Холл — мисс Одри, хозяйка «Ночного вагона»
- Иддо Голдберг — Беннетт Нокс, инженер, возлюбленный Мелани
- Сьюзан Пак — Джинджу Сёнг (1 сезон), руководитель агросектора
- Кейти Макгиннесс — Джози Уэлстед, пассажир хвостового отсека, девушка Андре, до катастрофы была ветеринаром
- Сэм Отто — Джон «Оз» Освейлер, проводник, до катастрофы был футболистом
- Шейла Ванд — Зара Ферами, служащая «Ночного вагона», в прошлом — «хвостовик» и невеста Андре
- Роберто Урбина — Хавьер «Хави» де Ля Торре, инженер
- Майк О’Мэлли — Сэм Рош, главный проводник
- Аннализа Бассо — Лайла «Эл-Джей» Фолджер-младшая (1-3 сезоны), пассажир 1-го класса
- Джейлин Флетчер — Майлз (1 сезон; гостевая роль — со 2 сезона), «хвостовик», переведённый в 3-й класс в качестве ученика
- Стивен Огг — Пайк (2-3 сезоны; второстепенная роль — 1 сезон), «хвостовик»
- Роуэн Бланчард — Александра Кэвилл (со 2 сезона; гостевая роль — 1 сезон), дочь Мелани
- Шон Бин — мистер Джозеф Уилфорд (со 2 сезона; гостевая роль — 1 сезон), главный инженер
- Челси Харрис — Сайкс (с 3 сезона; второстепенная роль — 2 сезон), телохранитель Уилфорда, которая позже перешла на сторону Лейтона
- Арчи Панджаби — Аша (3 сезон), учёная, выжившая за пределами поезда
- Майкл Аронов — доктор Нима Руссо (4 сезон)
- Кларк Грегг — адмирал Антон Милиус (4 сезон)

### Второстепенные роли
| Тимоти В. Мерфи       | Нолан Грей           | 8  | 1  |    |    | 9  |
| Хэппи Андерсон        | доктор Генри Климпт  | 8  |    |    |    | 8  |
| Джонатан Ллойд Уокер  | Большой Джон         | 8  |    |    |    | 8  |
| Шон Тоуб              | Теренс               | 4  | 4  |    |    | 8  |
| Керри О’Малли         | Лайла Фолджер, ст.   | 8  |    |    |    | 8  |
| Винсент Гейл          | Роберт Фолджер       | 8  |    |    |    | 8  |
| Эрон Гленан           | Мюррей               | 9  | 5  |    |    | 14 |
| Фиона Врум            | Мэри-Элизабет Гиллис | 7  | 3  | 5  | 1  | 16 |
| Карин Коновал         | доктор Пелтон        | 7  | 7  | 9  | 7  | 30 |
| Кваси Томас           | «Зи-Врек»            | 6  | 6  | 9  | 9  | 30 |
| Эмма Оливер           | Виннипег «Винни»     | 6  | 7  | 8  | 2  | 23 |
| Маной Суд             | Раджив Шарма         | 8  | 2  |    | 3  | 13 |
| Айан Коллинс          | Тристан              | 4  | 6  | 4  | 6  | 20 |
| Миранда Эдвардс       | Лайтс                | 9  | 7  | 7  | 6  | 29 |
| Мишель Исса Рубио     | Сантьяго             | 9  | 1  |    | 1  | 11 |
| Уильям Стэнфорд Дэвис | мистер Риггс         | 5  |    |    |    | 5  |
| Рени Виктор           | мама Гранде          | 8  | 3  |    |    | 11 |
| Курт Остланд          | «Здоровяк»           | 6  | 5  | 4  |    | 15 |
| Брент Стейт           | Джейкс Картер        | 7  | 4  | 1  |    | 12 |
| Джейн Макгрегор       | Астрид               | 4  | 3  | 4  | 3  | 14 |
| Дилан Шмид            | Паттерсон            | 6  | 1  |    |    | 7  |
| Сара Стрейндж         | Сьюзанн              | 4  | 1  |    |    | 5  |
| Мэтт Мюррей           | Эрик Сотто           | 4  |    |    |    | 4  |
| Мадлен Артур          | Никки Джанет         | 5  |    |    |    | 5  |
| Гари Хетерингтон      | Уолтер               | 4  |    |    |    | 4  |
| Том Кирк              | Клэй                 | 7  |    |    |    | 7  |
| Элли Харви            | нотариус             | 5  | 1  | 1  | 2  | 9  |
| Стивен Лобо           | Мартин Колвин        | 6  |    | 1  | 2  | 9  |
| Йи Джи Цо             | Йорк Лэм             | 6  | 1  |    |    | 7  |
| Аманда Брюгел         | Евгения              | 4  | 2  |    |    | 6  |
| Андреа Уэр            | Тайсон               | 6  | 3  | 6  |    | 15 |
| Ар Джей Фезерстонхо   | Клиффорд             | 6  | 4  | 2  |    | 12 |
| Келли-Рут Мерсье      | Энни                 | 3  | 3  | 2  | 2  | 10 |
| Алекс Паунович        | Боян «Боки» Боскович | 2  | 7  | 1  | 4  | 14 |
| Андре Трикоте         | Ледяной Боб          |    | 6  |    |    | 6  |
| Сакина Джаффри        | миссис Хэдвуд        |    | 8  | 8  | 7  | 23 |
| Дамиан Янг            | мистер Хэдвуд        |    | 8  |    |    | 8  |
| Том Липински          | Кевин Макман         |    | 6  | 3  |    | 9  |
| Брайан Террелл Кларк  | пастор Логан         |    | 5  |    |    | 5  |
| Тайлер Гибсон         | Дрисколл             |    | 5  |    |    | 5  |
| Джорджина Хэйг        | Эмилия               |    | 4  |    |    | 4  |
| Камилль Атебе         | Черри Шерри          |    | 4  |    |    | 4  |
| Эстер Мин Ли          | Карли Рош            |    | 2  | 6  | 3  | 11 |
| Хершел Андох          | Вулф                 |    |    |    | 10 | 10 |
| Ольга Зиппа           | Баффало              |    |    |    | 8  | 8  |
| Ной Кроуфорд          | Рэт                  |    |    |    | 7  | 7  |
| Фрейзер Айтчесон      | Лион                 |    |    |    | 4  | 4  |
| Всего эпизодов        | Всего эпизодов       | 10 | 10 | 10 | 10 | 40 |

## Эпизоды

### Обзор сезонов
| Сезон | Серии | Серии | Даты показа    | Даты показа      |
| Сезон | Серии | Серии | Первая серия   | Последняя серия  |
| ----- | ----- | ----- | -------------- | ---------------- |
| 1     | 10    | 10    | 17 мая 2020    | 12 июля 2020     |
| 2     | 10    | 10    | 25 января 2021 | 29 марта 2021    |
| 3     | 10    | 10    | 24 января 2022 | 28 марта 2022    |
| 4     | 10    | 10    | 21 июля 2024   | 22 сентября 2024 |

### Сезон 1 (2020)
| № | Название                                                   | Режиссёр      | Автор сценария                    | Дата премьеры    | Зрители в США (млн) |
| --- | ---------------------------------------------------------- | ------------- | --------------------------------- | ---------------- | ------------------- |
| 1 | «Сначала изменилась погода» «First, the Weather Changed»   | Джеймс Хоз    | Джош Фридмен и Грэм Мэнсон        | 17 мая 2020 года | 1,94                |
| Попытка учёных справиться с глобальным потеплением привела к противоположному результату и оказалась фатальной — непоправимый глобальный климатический катаклизм провоцирует новый ледниковый период на Земле. Таинственный богач Уилфорд строит межконтинентальную кольцевую железную дорогу и запускает по ней сверхдлинный состав в тысячу вагонов. В нём находят убежище остатки человечества. Те, кого отобрали для спасения, живут в вагонах ближе к локомотиву в относительном достатке. Люди, пробравшиеся на поезд зайцами, загнаны в хвостовые вагоны, где живут без удобств и подвергаются гонениям со стороны бригады поезда. Они не желают с этим мириться и периодически восстают против законных пассажиров, но каждый раз восстания подавляют. Проходит около семи лет, обитатели хвостовых вагонов готовят очередное восстание, когда руководители поезда забирают одного из организаторов революции — Андре Лейтона, в прошлом полицейского. В одном из передних вагонов случилось убийство и нужна помощь опытного полицейского. Поняв, что так он сможет изучить слабые стороны состава и помочь своим товарищам, Лейтон соглашается.                                       |                                                            |               |                                   |                  |                     |
| 2 | «Готовьтесь к тряске» «Prepare to Brace»                   | Сэм Миллер    | Дональд Джо                       | 24 мая 2020 года | 1,16                |
| Охрана поезда подавила очередное восстание хвостовых пассажиров и теперь наказывает зачинщиков. Руку одной женщины высовывают за борт поезда, где она на открытом воздухе при сверхнизкой температуре превращается в сосульку, после чего разбивают молотком. Лейтон и навязанная ему в напарники проводница Бесс Френсис Тилл (бывшая полицейская, но менее опытная), пытаются выяснить, кто убил и расчленил пассажира из вагона третьего класса. Изучая тело погибшего, Лейтон предполагает, что его расчленили инструментами, которые могут быть у мясников. Вместе с Бесс он пытается пойти в скотный вагон, но мясники отказываются их пускать, в это время поезд проходит через горный район, где на него обрушивается мощная лавина. Волна снега вышибает повреждённое окно в вагоне, в итоге один из мясников и все коровы и быки замерзают насмерть. Весь поезд остаётся без говядины. Тем временем Лейтон и Бесс находят в мясницком купе отрезанные конечности, и Бесс спешит обвинить в убийстве погибших мясников, но Лейтон не согласен. Он уверен, убийца ещё на свободе. Ночью он пытается передать конвоируемым через поезд ремонтникам из хвоста часть собранной информации. |                                                            |               |                                   |                  |                     |
| 3 | «Доступ — это власть» «Access Is Power»                    | Сэм Миллер    | Лиззи Микери                      | 31 мая 2020 года | 1,22                |
| По мере нахождения в различных вагонах, Лейтон открывает для себя образ жизни их пассажиров. По указанию Мелани из медикаментозного сна — формы наказания для преступников на поезде - выводят девушку Никки, вероятную свидетельницу убийства, ранее ошибочно осуждённую за это преступление. Восстановление проходит медленно, а Лейтону важно знать, что она видела. Бесс — лесбиянка, имеет любовную связь с азиаткой Джинджу, руководителем агросектора на поезде. Во время «Вечера боя» Лейтон и Бесс присматриваются к группе уборщиков, наблюдающих за боем. Ночью Эрик (телохранитель семьи из первого класса) убивает Никки. |                                                            |               |                                   |                  |                     |
| 4 | «Без своего создателя» «Withoоut Their Maker»              | Фред Туа      | Хирам Мартинес                    | 7 июня 2020      | 1,19                |
| Лейтон выходит на след убийцы. Лейтон также выводит на чистую воду его сообщницу Эл Джей, дочь богачей. В поезде распространяется наркотическое средство под названием «кранол». Эрик, пытаясь уйти от правосудия, берет в заложники Джинджу, но в итоге блокируется солдатами и при сопротивлении погибает. Мелани угощает Лейтона саке, которое оказывается отравленным. Лейтону не дают вернуться в хвостовые вагоны после того, что он увидел, и погружают в медикаментозный сон. |                                                            |               |                                   |                  |                     |
| 5 | «Справедливости билет не достался» «Justice Never Boarded» | Фред Туа      | Чинака Ходж                       | 14 июня 2020     | 1,18                |
| Мелани организует суд над Эл Джей, причём к неудовольствию её родителей и других богачей к суду привлечены представители пассажиров второго и третьего класса. Среди богачей зреет недовольство, и в угоду им признанную виновной Эл Джей передают на поруки родителям — взамен на её молчание о некоторых тайнах, которые ей поведал Эрик. Джози проникает в тюрьму и находит в одном из ящиков Лейтона. Пока она пытается привести его в чувство, её застают проводники. Бесс, думавшая, что Лейтон вернулся в хвостовые вагоны, решает помочь Джози, и они тащат Лейтона в «Ночной вагон», где просят Зару спрятать его. |                                                            |               |                                   |                  |                     |
| 6 | «Судьба бьёт исподтишка» «Trouble Comes Sideways»          | Хелен Шейвер  | Обри Нилон и Тина де ла Торре     | 21 июня 2020     | 0,96                |
| Недовольные решением суда в отношении Эл Джей, пассажиры третьего класса собираются начать забастовку, что грозит первому и второму классу трудностями в снабжении. Лейтон приходит в себя и, вырвавшись от Зары, бежит в технические помещения, чтобы убить Мелани. В это время у одного из вагонов ломается тележка, что грозит сходом с рельс всего состава. Настигший Мелани Лейтон вынужден отпустить её, она отважно выбирается наружу в защитном костюме и ставит обратно отвалившуюся деталь. Лейтон и Джози прячутся в купе сочувствующей пассажирам хвостовых вагонов доктора Пелтон. |                                                            |               |                                   |                  |                     |
| 7 | «Вселенная безразлична» «The Universe Is Indifferent»      | Хелен Шейвер  | Дональд Джо                       | 28 июня 2020     | 1,20                |
| После того, как опасность крушения поезда миновала, Мелани решает найти Лейтона и наказать тех, кто помог ему сбежать. Воспользовавшись гибелью во время аварии одного из инженеров, Мелани берёт на его место ранее переведённого из хвостовых вагонов Майлза, приёмного сына Лейтона и Джози. Лейтона доставляют к Одри, где он пытается найти помощь у пассажиров третьего класса и выкладывает скрываемую Мелани информацию: Уилфорда нет на поезде, а Мелани морочит пассажирам головы, выступая от его имени. Старшая проводница Рут получает заманчивое предложение от родителей Эл Джей — сместить Мелани. Мелани заставляет Зару указать на тех, кто помог Лейтону выбраться из ящика, и Зара выдаёт Джози. Мелани подвергает Джози пытке, от которой ей самой становится плохо. Воспользовавшись её отсутствием, Бесс проникает к Джози, и та просит Бесс выполнить последнюю её просьбу. Когда Мелани возвращается, освободившаяся Джози пытается убить её, но погибает сама. Эл Джей подстраивают встречу с Лейтоном. |                                                            |               |                                   |                  |                     |
| 8 | «Это его революция» «These Are His Revolutions»            | Эверардо Гоут | Хирам Мартинес и Тина де ла Торре | 5 июля 2020      | 1,14                |
| Майлз пускает Эл Джей на локомотив, где та убеждается, что Уилфорда нет на поезде, о чём тут же рассказывает остальным богачам. Те, воспользовавшись помощью перешедшего на их сторону командира военной охраны Грея и Рут, выманивают Мелани и берут её в плен. В это время Лейтон поднимает своих людей на восстание против богачей из первого и второго класса. Проводники решают соблюдать нейтралитет, посланные на подавление бунта пассажиров третьего класса и хвостовых вагонов солдаты натыкаются на ожесточённое сопротивление. В завязавшейся бойне стороны несут тяжелые потери, и в итоге военные вынуждены отступить. Мятежники также отступают, после того как военные забросали «Ночной вагон» газовыми бомбами. Тем временем богатые пытаются переманить на свою сторону Пайка, соратника Лейтона. |                                                            |               |                                   |                  |                     |
| 9 | «Поезд потребовал крови» «The Train Demanded Blood»        | Джеймс Хоз    | Обри Нилон                        | 12 июля 2020     | 1,27                |
| Солдаты казнят попавших в плен мятежников из третьего класса и хвостовых вагонов. С ними находится Мелани, которая просит прощения у обречённых за своё отношение к ним в прошлом. Беннет ругает Майлза, за то что тот пустил Эл Джей в локомотив, и она, раскрыв тайну Мелани, рассказала остальным богачам, спровоцировав их бунт. Пайк приходит к Лейтону и передаёт ультиматум богачей — сдаться, или Грей накачает хвостовые вагоны газом. Мелани уводят на казнь, но её спасают и она по системе коммуникаций пробирается к Лейтону и предлагает ему план. Лейтон и примкнувший к нему Рош мнимо сдаются Грею, после чего заманивают его и солдат в средние вагоны. Мелани с одной стороны и Лейтон с другой отцепляют семь вагонов с оказавшимися там солдатами и большой группой пленных, которых Лейтон не смог освободить. Беннет и Майлз переводят отцепленные вагоны на соседнюю ветку, после чего дают задним вагонам догнать передние и прицепиться. Мелани передаёт управление поездом Лейтону. |                                                            |               |                                   |                  |                     |
| 10 | «Все 994 вагона» «994 Cars Long»                           | Джеймс Хоз    | Грэм Мэнсон                       | 12 июля 2020     | 1,18                |
| Обитатели хвостовых вагонов и пассажиры третьего класса, пробравшись вперёд, мародёрствуют. Лейтон и его люди пытаются восстановить порядок на поезде. Мелани решают не преследовать, оставив её наедине со своей совестью. Вскоре поезд достигает Чикаго, откуда он начал свой путь семь лет назад. Здесь пассажиры видят идущий по параллельным путям другой поезд. Мелани догадывается, кто может в нём ехать. Другой поезд пристраивается за ними и, догнав, цепляется с хвостовыми вагонами. Мелани в термокостюме выбирается наружу с целью расцепить составы. Второй поезд захватывает управление над первым и тормозит его, отчего Мелани падает в снег. Внутри Лейтон, его вооруженные товарищи и Рут, уверенная, что на втором поезде сам Уилфорд, собираются у хвостового люка. Вскоре его открывают и из нового поезда выходит девочка. Она спрашивает про Мелани и называет себя её дочерью, Александрой Кэвилл. |                                                            |               |                                   |                  |                     |

### Сезон 2 (2021)
| № общий | № в сезоне | Название                                                | Режиссёр         | Автор сценария               | Дата премьеры   | Зрители в США (млн) |
| --- | ---------- | ------------------------------------------------------- | ---------------- | ---------------------------- | --------------- | ------------------- |
| 11 | 1          | «Время двух локомотивов» «The Time of Two Engines»      | Кристоф Шреве    | Грэм Менсон                  | 25 января 2021  | 1,09                |
| Алекс ставит пассажирам поезда «Сквозь снег» условия от имени Уилфорда и угрожает последствиями в случае их невыполнения. Находящаяся снаружи Мелани обрубает сетевой кабель и минирует сцепку. Выбравшись из-под поезда, она обнаруживает слабый снегопад и берёт образцы снега, после чего, когда поезд тронулся, забирается на второй поезд, где её берут в плен и она встречается с Уилфордом и Алекс, которая совсем не рада видеть мать. Становится известно о беременности Зары, которую недолюбливают за предательство Джози. Рут выделяет ей и Лейтону комфортабельное купе в первом классе. Лейтон, воспользовавшись тем, что Пайк занялся контрабандой наркотиков из второго поезда, организовывает атаку на «Большую Элис». Охраняющий поезд Боб — громила с невероятной устойчивостью к холоду — вытесняет непрошенных гостей назад, хотя тем удается захватить в плен главу гостевого сервиса Кевина. Узнав об атаке, Уилфорд сначала заставляет Алекс отцепиться от «Сквозь снег», но когда из-за диверсии Мелани это не удается, организует обмен пленниками. |            |                                                         |                  |                              |                 |                     |
| 12 | 2          | «Теплится жизнь» «Smoulder to Life»                     | Кристоф Шреве    | Обри Нилон                   | 1 февраля 2021  | 0,97                |
| От пленённого Кевина Лейтон и Рош узнают, что численность пассажиров второго поезда невелика и что там серьезная нехватка еды. Вернувшись на свой поезд, Мелани рассказывает, что в собранном ею образце снега найдены следы реагента, спровоцировавшего катастрофу, его прибивает к земле и, если это так, то температура начала повышаться. Бесс назначают детективом поезда и поручают разобраться с нападением на Лайтс, которой отрубили пальцы. Уилфорд не теряет надежды взять весь поезд под свой контроль и использует Алекс против Мелани. Зара обнаруживает в лазарете обмороженную Джози, считавшуюся погибшей. Сначала она, испугавшись, что Лейтон вернётся к ней, добавляет в физраствор большую дозу морфия, но затем, устыдившись, убирает отравленную капельницу. Зара рассказывает Лейтону о Джози, и он навещает её в лазарете. Мелани предлагает Уилфорду сотрудничество по сбору данных снаружи поезда. Алекс, которая должна была в этот момент совершить покушение на Лейтона, отказывается от своего намерения. |            |                                                         |                  |                              |                 |                     |
| 13 | 3          | «Великая одиссея» «Great Odyssey»                       | Дэвид Фрейзи     | Зак Шварц                    | 8 февраля 2021  | 0,87                |
| Мелани решает покинуть поезд и проникнуть на законсервированную научную станцию. Она собирает необходимое оборудование на втором поезде. Бесс обнаруживает большое количество пассажиров, готовых перейти на сторону Уилфорда. Элджей и Освейлер моют полы в вагонах третьего класса. Уилфорд, не стесняясь, открыто предполагает, что Мелани отправляется на самоубийственную миссию. Перед тем как сойти с поезда, Мелани мирится с Алекс. |            |                                                         |                  |                              |                 |                     |
| 14 | 4          | «Единственная сделка» «A Single Trade»                  | Дэвид Фрейзи     | Кирстен ван Хорн             | 15 февраля 2021 | 0,92                |
| Уилфорд решает снова посетить основной поезд, обитатели которого с нетерпением ждут новостей от Мелани. В знак добрых намерений он присылает своих врачей, которые изобрели эффективный способ лечения обморожений. Обследовав Джози, имеющую тяжелые поражения, они рекомендуют лечение в своей лаборатории и переправляют её на Большую Элис. Все собираются в «Ночном вагоне», и машинисты запускают метеозонд. Вскоре Мелани начинает собирать с него информацию, по этому поводу начинается праздник. Мисс Одри забирает Уилфорда в своё купе и соблазняет его, хотя ей это и неприятно ― когда-то Уилфорд склонял её к самоубийству. Теперь она хочет расположить Уилфорда к себе, чтобы использовать это во благо остальным. Вернувшись на свой поезд, Уилфорд заходит в лабораторию, где наблюдает за продолжающим свою термотрансформацию Бобом и находящейся здесь же Джози. |            |                                                         |                  |                              |                 |                     |
| 15 | 5          | «Не терять надежду» «Keep Hope Alive»                   | Лесли Хоуп       | Тиффани Эзума                | 22 февраля 2021 | 0,88                |
| Поезд скоро должен вернуться за Мелани, но с момента запуска последнего зонда от неё нет вестей. Лейтон, Рут и Беннет обеспокоены, но всё же решают держать остальных пассажиров в неведении, чтобы не лишать их надежды. Джози, находящаяся на лечении в лаборатории Хедвудов на поезде «Большая Элис», передаёт через контрабанду записки для Лейтона. Теренс, лидер бандитов, замечает девочку Винни, носящую записки для Лейтона из бывшего хвостового вагона, и угрожает тому разоблачить Джози. Уилфорд приглашает к себе мисс Одри. Лейтон, узнав об этом, поручает Одри переключить систему оповещения «Большой Элис», но та не справляется. Во время очередной операции Джози, не приняв наркоз, слышит о планах Уилфорда напасть на основной поезд, воспользовавшись помощью предателей-пробойников, и спешит передать послание Лейтону. За этим её застает Боб, но не препятствует ей, лишь забрав неиспользованное обезболивающее. Пайк, мучимый переживаниями, убивает Теренса. Лейтон и Рош, получив послание Джози, арестовывают лидера пробойников Боки, а в это время группа замаскированных неизвестных устраняет его подручных. Уилфорд провожает Одри обратно в её поезд, но поняв, что его план сорвался, предлагает Одри остаться с ним и приглашает пройти на поезд Рут. Рут, полная сомнений, отказывается, и Уилфорд вместе с Одри возвращается к себе. |            |                                                         |                  |                              |                 |                     |
| 16 | 6          | «В сотнях миль от поезда» «Many Miles From Snowpiercer» | Лесли Хоуп       | Дональд Йо                   | 1 марта 2021    | 0,91                |
| Мелани прибывает на метеостанцию, где обнаруживает трёх погибших учёных и отрубленную руку одного из них в холодльнике. Она приводит оборудование станции в рабочее состояние и начинает работу по сбору данных с метеозондов, запускаемых машинистами поезда. Из-за схода лавины Мелани теряет оставленный снаружи обоз с продуктами — ей грозит гибель от голода. Испортившаяся погода выводит из строя оборудование и повреждает здание станции, Мелани с трудом устраняет повреждения. Голод вызывает у неё галлюцинации и воспоминания о том, как она угнала поезд, пока Уилфорд был на перроне, после того как он приказал убить группу учёных, отобранных Мелани для спасения. Ей мерещатся Уилфорд, Лейтон и Алекс. Вскоре Мелани находит логово крыс, выживших на станции за счёт геотермальной энергии, что спасает её от голода. Наконец миссия выполнена и Мелани возвращается к месту встречи с поездом. Неожиданно тот проносится мимо Мелани, не останавливаясь и не отвечая на её радиограммы. Она успевает заметить в окне замыкающего локомотива испуганную Алекс и понимает, что на поезде что-то случилось. |            |                                                         |                  |                              |                 |                     |
| 17 | 7          | «Решение всех проблем» «Our Answer for Everything»      | Ребекка Родригез | Тина де ля Торре             | 8 марта 2021    | 0,83                |
| Расследуя убийства пробойников, Лейтон и Бесс понимают, что кто-то хочет стравить обитателей бывших хвостовых вагонов и третьего класса друг с другом. На поезде тайно действуют агенты Уилфорда, и Бесс с трудом удается захватить одного из них. Во время начавшихся беспорядков Рут спасает от пассажиров третьего класса девочку Винни, пытаясь искупить вину за замороженную руку её матери, а позже помогает Лейтону успокоить бунтовщиков, собиравшихся расправится с Пайком. На «Большой Элис» Уилфорд сажает мисс Одри в купе к Кевину, страдающему от того, что Уилфорд заставил его вскрыть себе вены. По всему поезду загораются красные огни, что Уилфорд расценивает как знак лояльности к себе. |            |                                                         |                  |                              |                 |                     |
| 18 | 8          | «Вечный изобретатель» «The Eternal Engineer»            | Ребекка Родригез | Рэни Сэнт-Кир                | 15 марта 2021   | 0,89                |
| В поезде происходит прорыв водопровода из-за закупорки внешнего водосборника. Лейтон и Рош с трудом уговаривают последнего латальщика Боки выбраться наружу и устранить причину. Выбравшись, Боки обнаруживает, что водосборник был закупорен намеренно — Ледник Боб по приказу Уилфорда ценой своей жизни воткнул в него чугунный болт. Чтобы Боки мог безопасно работать снаружи, Бен и Хавьер сбросили скорость поезда, но при попытке набрать её снова, выходит из строя ряд важных механизмов, починить которые может только сам Уилфорд. Элджей и Освейлер вступают в близкие отношения. Уилфорда тайно доставляют на основной локомотив с ремкомплектом, однако его замечает один из ремонтников и тайна раскрывается. А когда Уилфорд чинит двигатель, население поезда приветствует и восхваляет его. Лейтон вынужден уступить Уилфорду власть над поездом. Джози обнаруживает, что её восстановившаяся плоть может сопротивляться внешнему холоду. Лейтона арестовывают, Рош является на «Большую Элис» и обнаруживает, что его жену и дочь погрузили в «ящики» и ему предстоит та же участь. |            |                                                         |                  |                              |                 |                     |
| 19 | 9          | «Шоу продолжается» «The Show Must Go On»                | Клер Килнер      | Зак Шварца, Кирстен ван Хорн | 29 марта 2021   | 0,87                |
| После того, как Уилфорд взял под свой контроль «Сквозь снег», он отправил Лейтона работать в Компост на Большую Элис, Хави принудительно заставили работать вместе с Алекс в локомотиве «Большой Элис». Уилфорд открывает карнавальный вагон, приглашает туда избранных им пассажиров, и показывает там пропагандистское представление, в надежде склонить их на свою сторону и забыть о Мелани. Уилфорд предлагает Тилль стать его советником, но при этом совершенно её не слушает и, несмотря на её возражения, лично казнит убийц латальщиков, которыми сам же и командовал, тем самым показывая свой авторитарный стиль правления. Он заставляет Хэдвудов проверить новые способности Джози, которые она получила благодаря их лечению. Полностью разочаровавшись в Уилфорде, Алекс рассказывает, что спустя некоторое время после отправления поезда, он убил половину команды «Большой Элис», чтобы сэкономить ресурсы, и планирует провести аналогичный геноцид на «Сквозь снег». Узнав, что Мелани не выходила на связь, и данные подделаны Беннетом, Уилфорд отказывается возвращаться за ней. Он требует от Рут, чтобы она сообщила всем о смерти Мелани. Рут отказывается это сделать, после чего теряет свою должность в гостевом сервисе; ее отправляют работать в Компост к Лейтону. Хави ловит радиосигнал от Мелани, ему удается скрыть этот факт от Уилфорда и с помощью системы канализации сообщить об этом Лейтону. Рут и Лейтон планируют побег из Компоста. |            |                                                         |                  |                              |                 |                     |
| 20 | 10         | «На пути в никуда» «Into the White»                     | Клер Килнер      | Грэм Менсон, Обри Нилон      | 29 марта 2021   | 0,82                |
| Лэйтону и Рут удаётся сбежать и захватить локомотив «Большой Элис», им помогает Алекс. Хави координирует свои действия с Беннетом, чтобы вернуться за Мелани. На «Сквозь снег» Беннет вступает в схватку и связывает Сайкс, которая следила за ним по приказу Уилфорда. Лейтона и Рут тайно переправляют обратно в «Сквозь снег», но план идет наперекосяк после того, как Элджей уловила их обман и предупредила Уилфорда. Беннет с Хави попытались остановить поезд, но охрана Уилфорда прорезала дыру в кабину «Большой Элис» и Уилфорд натравил свою собаку на Хави (при этом он остался жив). Алекс сбегает на «Сквозь снег», там она предлагает создать «поезд-беглец» из десяти вагонов и локомотива, что позволит им вернуться за Мелани и спланировать, как спасти всех остальных от контроля Уилфорда. Зара предпочитает остаться на поезде Уилфорда, поскольку чувствует, что для неё это будет безопаснее. Лейтон берет Одри в качестве заложницы. Попытка латальщика Боки отсоединить вагоны пресекается людьми Уилфорда, но вовремя подоспевшая Джози решает помочь команде «поезда-беглеца» и разрушает вагон-аквариум снаружи; после чего поезд разделяется. В команду Лейтона на «поезде-беглеце» входят Беннет, Тилль, Джози и Алекс, а также пленённые мисс Одри и Сайкс. Рут случайно остаётся в поезде Уилфорда из-за схватки с Кевином. «Поезд-беглец» добирается до исследовательской станции Бреслауэра, Лейтон и Алекс входят внутрь. Они обнаруживают записи Мелани, по которым становится понятно, что у неё закончились припасы и что она решила пожертвовать собой ради сохранения жёстких дисков с данными, отдав им всё тепло, вырабатываемое батареями. На «поезде-беглеце» выясняется, что самопожертвование Мелани не было напрасным — собранные ей данные показывают, что в некоторых областях планеты потепление идёт быстрее чем в остальных. Команда «поезда-беглеца» решает догнать поезд Уилфорда и вернуть его под свой контроль. |            |                                                         |                  |                              |                 |                     |

### Сезон 3 (2022)
| № общий | № в сезоне | Название                                         | Режиссёр      | Автор сценария                  | Дата премьеры   | Зрители в США (млн) |
| --- | ---------- | ------------------------------------------------ | ------------- | ------------------------------- | --------------- | ------------------- |
| 21 | 1          | «Черепаха и заяц» «The Tortoise and the Hare»    | Кристоф Шреве | Грэм Мэнсон, Обри Нилон         | 24 января 2022  | 0,96                |
| Прошло полгода. Лейтон продолжает поиски пригодных для жизни условий, а Уилфорд, охваченный яростью и жаждой мести, следует за ним по пятам. Кевин пытается узнать на «Большой Элис», кто стоит за Сопротивлением. На одной из стоянок Бен покидает поезд «Сквозь снег», чтобы собрать образцы льда. На обратном пути он проваливается, и Лейтон с Джози спешат к нему на выручку. Алекс вынуждена уехать от них, чтобы не дать двигателю поезда перегреться. Мисс Одри, заручившись поддержкой случайно оказавшегося с ней пассажира первого класса Мартина Колвина, пытается захватить управление поездом и присоединиться к Уилфорду, но Бесс не даёт этого сделать, и когда Алекс охлаждает двигатель, они возвращаются назад. Тем временем Лейтон, вытащив Бена, решает осмотреть место, куда тот провалился. Он обнаруживает источник тепла, а затем на него нападает выжившая в этом месте. Лейтон справляется с ней, но тратит почти весь кислород в своем защитном костюме. Воспользовавшись найденным источником, Лейтон пополняет запас кислорода, но при этом испытывает видение. Тем не менее, он забирает выжившую и возвращается на поезд «Сквозь снег». |            |                                                  |               |                                 |                 |                     |
| 22 | 2          | «Последний» «The Last to Go»                     | Кристоф Шреве | Мариша Мукерджи                 | 31 января 2022  | 0,66                |
| Лейтон расспрашивает нового пассажира своего поезда. Незнакомку зовут Аша и она была учёной, последней из выживших на атомной электростанции. Алекс обнаруживает, что перестали работать спутники, и они не могут засечь «Большую Элис». Тем временем Уилфорд проводит испытание электромагнитного оружия, с помощью которого он рассчитывает остановить поезд «Сквозь снег». Освейлер решает жениться на Эл Джей без пышных торжеств, но девушка портит его планы, рассказав Уилфорду и попросив о пышной церемонии. Лейтон пытается понять, что означают его видения, и в одной из книг в библиотеке находит изображение привидевшегося ему дерева в Африке. На «Большой Элис» происходит свадьба Эл Джей и Освейлера. Рут находит электромагнитное орудие и, добившись у деморализованного Хавьера объяснений, вместе с Пайком пытается избавиться от орудия, при этом случайно активируя его. За ними по пятам идет Кевин, и Рут, чтобы дать Пайку время, сдаётся Кевину и охране. Пайк и его помощники выбрасывают электромагнитную установку за борт, где она взрывается. Взрыв фиксируют на «Сквозь снег» и по нему вычисляют нахождение «Большой Элис». Тем временем Уилфорд собирается наказать Рут, заморозив и разбив ей руку, но в этот момент «Сквозь снег» догоняет «Большую Элис». |            |                                                  |               |                                 |                 |                     |
| 23 | 3          | «Первый удар» «The First Blow»                   | Эрика Уотсон  | Тина де ла Торре                | 7 февраля 2022  | 0,61                |
| «Сквозь снег» пытается обогнать «Большую Элис». Уилфорд обстреливает идущий по параллельным путям состав из гарпунной пушки, от чего четыре последних вагона «Сквозь снег» сходят с рельс. Сайкс выводит из них Ашу, и Бен отцепляет их. «Большой Элис» удаётся оторваться от преследования и затаиться. Кевин по приказу Уилфорда захватил нескольких хвостовиков и пытает их в ночном вагоне, на глазах живущих там Освейлера и Эл-Джей. Пайк с помощью Рут находит установку фейерверков и, запустив их, выдаёт нахождение «Большой Элис». «Сквозь снег» блокирует её. Уилфорд устраивает засаду, но Лейтону удается пробраться прямо в его купе и захватить его. Два поезда снова соединяются. Кевин, успевший предать смертельным пыткам Силача, приходит в ужас от неминуемого возмездия. Эл-Джей убивает его и угощает уцелевших пленников апельсином. Бесс спешит вытащить из тюремных ящиков Роша и его семью, но обнаруживает, что его жена умерла. Мисс Одри отправляют жить в третий класс, где ей не рады. Лейтон, посовещавшись со своими союзниками, решает организовать голосование среди пассажиров, чтобы получить одобрение поездки в Африку. По его просьбе Аша рассказывает всем, что именно там Лейтон нашёл её. Пассажиры выбирают предложение Лейтона, и «Сквозь снег» отправляется по неразведанному пути.                                                                                        |            |                                                  |               |                                 |                 |                     |
| 24 | 4          | «Связанные одной дорогой» «Bound by One Track»   | Лесли Хоуп    | Рени Сент Кир                   | 14 февраля 2022 | 0,62                |
| «Сквозь снег» натыкается на препятствие в виде трёх вагонов, которые Уилфорд когда-то отцепил от «Большой Элис» вместе с находящимися там людьми. Их тормоза заблокированы, поэтому Алекс и Бен отправляются туда, чтобы разблокировать их, иначе поезд не сможет их столкнуть. Рош пал духом из-за смерти жены. Алекс и находящемуся в заключении Уилфорду является призрак Мелани. У Пайка и Рут развивается роман. Лейтон узнает, что доктор Хедвуд ставила эксперименты на беременной Заре, его возмущает, что Зара позволила с собой это делать. Аша расслабляется в баре, но потом мучается комплексом вины выжившего. Хавьер с трудом справляется с ответственной работой из-за галлюцинаций в виде собаки, которую Уилфорд натравил на него. Тем временем Алекс находит в отцепленных вагонах среди погибших тело своей подруги детства, пока Бен разблокирует тормоза. Один тормоз разблокировать не получается, и Лейтон вынужден обратиться за консультацией к Уилфорду, но того чуть не убивает Рош, мстя за свою жену. Лейтон успевает спасти Уилфорда, но тот впадает в кому. В отцепленных вагонах призрак Мелани помогает Алекс вспомнить, как Уилфорд показал ей резервную систему. Последний тормоз разблокирован. «Сквозь снег» сталкивает мешающие вагоны и продолжает свой путь. |            |                                                  |               |                                 |                 |                     |
| 25 | 5          | «Новая жизнь» «A new life»                       | Эрика Уотсон  | Адам Старкс                     | 21 февраля 2022 | 0,66                |
| Когда у Зары начинаются роды, происходит серия террористических актов, направленных против Лейтона; подразумевается, что за ними стоит Пайк, который пытается убить Лейтона из-за того, что предпочитает Рут в качестве лидера. Несмотря на некоторые осложнения, Зара успешно рожает дочь Лиану Лейтон. В это же время Беннетт заставляет Хави и Сайкс вместе работать над созданием систем жизнеобеспечения для новой колонии, и они сближаются из-за схожей травмы, полученной во время работы на Уилфорда. Джози испытывает усиление притупления боли во всём теле как побочный эффект лечения холодом, и они с Беннеттом сближаются из-за потери любимого человека, пока Беннетт обучает Джози работе инженера поезда. Одри продолжает бороться со своим новым положением в жизни, в то время как Уилфорд переживает кошмары о своих прошлых грехах, находясь под действием вколотого Рошем препарата. В это время Алекс читает Уилфорду и водит его смотреть мультфильмы, чтобы стимулировать его разум. |            |                                                  |               |                                 |                 |                     |
| 26 | 6          | «Рождён, чтобы кровоточить» «Born to bleed»      | Лесли Хоуп    | Тиффани Эзума                   | 28 февраля 2022 | 0,58                |
| Мисс Одри с помощью Элджей пробирается к Уилфорду, который стал сломленным человеком после пребывания под суспензионным наркотиком. Поверив в возможность Нового Эдема, Уилфорд изучает драцену киноварно-красную и Африканский Рог. Алекс сближается с Карли Рош и помогает ей попасть к отцу, Карли удаётся убедить Роша вернуться домой. В ходе расследования взрыва Тилл определяет Пайка как виновника, Пайк скрывается в подполье; Пайк встречает Ашу и узнаёт, что Лейтон солгал о Новом Эдеме. По предложению Джози и Майлза Лейтон обращается к Пайку, чтобы уладить их разногласия с помощью старого ритуала хвостовцев; после того, как Лейтону не удается уговорить Пайка и он угрожает разоблачить ложь, между ними происходит смертельная схватка, закончившаяся тем, что Лейтон убивает Пайка. После этого, бдительно охраняя тело Пайка, Лейтон падает в обморок из-за того, что драка усугубила сотрясение мозга, полученное им во время взрыва, несмотря на предупреждения доктора Пелтон о том, что ему нужно быть осторожным. |            |                                                  |               |                                 |                 |                     |
| 27 | 7          | «Уроборос» «Ouroboros»                           | Кристоф Шреве | Рени Сент Кир, Тина де ля Торре | 7 марта 2022    | 0,55                |
| Впавший в кому во время бдения у тела Пайка Лейтон попадает в альтернативную реальность поезда, где все персонажи имеют другие роли, Пайк жив, а Уилфорд становится другом, который помогает Лейтону добраться до последних вагонов, откуда Лейтон сможет вернуться в реальный мир. В реальном же мире Бесс просит мисс Одри помочь Лейтону своими психологическими способностями. Во сне Лейтон достигает последнего вагона, где встречает свою выросшую дочь Лиану, а затем он оказывается в бункере, где встретился с Ашей. Там он понимает, что означали его видения, и приходит в себя, разочарованный путём, которым он ведёт людей. А в это время Уилфорд проводит свои расчёты, по результатам которых понимает, что Мелани, возможно, жива. |            |                                                  |               |                                 |                 |                     |
| 28 | 8          | «Самонастройка» «Setting itself right»           | Лесли Хоуп    | Мариша Мукерджи                 | 14 марта 2022   | 0,55                |
| Надеясь, что Мелани ещё жива, команда поезда «Сквозь снег» отклоняется от маршрута, следуя по направлению, указанному Уилфордом. Однако вскоре «Сквозь снег» натыкается на плотный вулканический туман. Из-за сломанных фильтров туман проникает в вагоны, угрожая гибелью источников продовольствия. Лейтон обвиняет Уилфорда, что тот загнал поезд в ловушку. Бесс прячется с мисс Одри в одном купе, где у них случается близость. Эл-Джей, боясь возвращения Мелани, приходит к доктору Хедвуд и даёт ей часть своей ткани для опытов, там же выясняется, что Хедвуд работает над созданием нового «ледяного человека». Хави и Сайкс безуспешно пытаются включить вентиляцию, и к ним на смену приходят лучше экипированные Лейтон и Аша. Ценой своей жизни Аше удается запустить вентиляцию и очистить воздух в вагонах. Преодолев туман, «Сквозь снег» перехватывает недалеко от себя сигнал служебного локомотива, на котором может быть Мелани. |            |                                                  |               |                                 |                 |                     |
| 29 | 9          | «Луч надежды для всех нас» «A beacon for us all» | Кристоф Шреве | Грэм Мэнсон, Обри Нилон         | 21 марта 2022   | 0,66                |
| Мелани действительно выжила за счёт частого погружения в медикаментозный сон. Поезд «Сквозь снег» догоняет и перехватывает служебный локомотив с ней и забирает к себе. Освейлер следит за Эл-Джей и становится свидетелем её странных встреч. Однако, когда он начинает задавать вопросы, Эл-Джей чуть не убивает его. Мелани приходит в себя и, узнав о планах Лейтона, удивляется. Хоть тот и использовал её данные, сама она сомневается в них. На поезде устраивают праздник в честь возвращения Мелани и скорого прибытия в пункт назначения. Мисс Одри уединяется с Бесс. Освейлер сообщает Рошу, что Эл-Джей и другие сторонники Уилфорда что-то задумали, но в этот момент Мелани объявляет всем, что Лейтон сам не знает, что происходит на Африканском роге, после чего вместе с Хави баррикадируется в локомотиве. Лейтон, Беннет и Алекс потрясены предательством Мелани и готовятся к очередной войне. Тем временем Уилфорд травит свою охрану с помощью переданного Эл-Джей яда и сбегает. |            |                                                  |               |                                 |                 |                     |
| 30 | 10         | «Первые грешники» «The original sinners»         | Кристоф Шреве | Грэм Мэнсон, Обри Нилон         | 28 марта 2022   | 0,63                |
| Лейтону удается убедить жителей хвостовых вагонов не отказываться от надежды, несмотря на заявление Мелани. Уилфорд тем временем захватывает ночной вагон, который становится пограничным между хвостом и классовыми вагонами, и приводит туда Боки, ставшего новым «ледяным человеком». Мелани пытается договориться с Уилфордом относительно власти на поезде, но в итоге понимает, что ситуация тупиковая. Проводники во главе с Рошем готовы начать войну с хвостовиками, но благодаря дипломатии и совместному плану Мелани и Лейтона всё заканчивается хорошо. Уилфорда загоняют в ловушку и изгоняют с поезда, посадив в «техничку» Мелани. Затем «Сквозь снег» и «Большая Элис» разделяются. На первом остаются те, кто поверил Мелани, в том числе мисс Одри и не пожелавшая расстаться с ней Бесс, Эл-Джей, впоследствии погибшая по нелепой случайности, Беннет и Майлз. На втором поезде остались союзники Лейтона, Алекс, Хави, Рош, Боки, Рут и разочаровавшийся в Эл-Джей Освейлер. «Большая Элис» преодолевает трудный участок пути с поврежденным полотном и в итоге сходит с рельс. К счастью они прибыли на место, а за бортом хоть и минусовая, но достаточная температура, чтобы быть вне поезда без опасности замёрзнуть. Спустя многие годы люди наконец выходят за пределы поезда. Проходит три месяца. Мелани, управляя поездом «Сквозь снег», наблюдает взлетающую и взрывающуюся в небе ракету. |            |                                                  |               |                                 |                 |                     |

### Сезон 4 (2024)
| № общий | № в сезоне | Название                                 | Режиссёр      | Автор сценария                          | Дата премьеры    | Зрители U.S. (млн) |
| --- | ---------- | ---------------------------------------- | ------------- | --------------------------------------- | ---------------- | ------------------ |
| 31 | 1          | «Змеи в саду» «Snakes in the Garden»     | Кристоф Шреве | Пол Збышевски                           | 21 июля 2024     | 0,40               |
| Бен и Бесс прибывают на место падения ракеты, чтобы собрать её обломки для исследований. Неожиданно на месте падения появляются экипированные вооружённые люди, которые берут Бена и Бесс в плен и принуждают их провести их в поезд. В это время в новом поселении Лейтон, Рут, Джози и остальные построили городок Новый Эдем из вагонов Большой Алисы и пытаются развивать его, ожидая визита остального поезда с Мелани и другими. Проходит около года и в окрестностях городка начинают происходить странные события, а вскоре Лейтон видит, как в городок приезжает вагонетка, в которой находится серьёзно раненная мисс Одри. Доктор Хедвуд крадёт дочь Лейтона и Зары Лиану и в сопровождении чужака сбегает из города. Их встречает Зара, навещавшая живущего отшельником Освейлера, и, пытаясь спасти дочь, погибает, успев рассказать о случившемся нашедшим её Джози и Бокки. |            |                                          |               |                                         |                  |                    |
| 32 | 2          | «Знак выживания» «The Sting of Survival» | Кристоф Шреве | Рени Сент Кир                           | 28 июля 2024     | 0,26               |
| Поезд "Сквозь снег" захвачен неким адмиралом Антоном Милиусом и его солдатами. Бесс сопротивляется и получает ранение, Бен и Мелани пытаются препятствовать угону поезда, в ответ Милиус обрекает на замерзание около сотни пассажиров в одном из вагонов. Мелани всё же удается спасти пассажиров, но поезд угоняют и приводят на большую подземную базу, где Мелани встречает знакомого учёного Нимо Руссо, который нашёл способ повернуть вспять процесс замерзания. Но ему нужен "Сквозь снег", чтобы запустить его по всей планете. Мелани верит ему и передаёт поезд под командование Милиусу. Проходит время, Бен, Бесс и мисс Одри узнают о реальных планах Милиуса. Бесс собирается отправиться в Новый Эдем и предупредить Лейтона. Но вмешивается солдат Милиуса. Пока Бесс сражается с ним, мисс Одри, отравившись неким веществом, которое носят с собой солдаты, сама прыгает в техничку и отправляется в путь. Она добирается до Лейтона и рассказывает ему, что произошло за этот год. |            |                                          |               |                                         |                  |                    |
| 33 | 3          | «Источник жизни» «Life Source»           | Лесли Хоуп    | Тиффани Эзума                           | 4 августа 2024   | 0,27               |
| Лейтон решает отправиться на Большой Алисе в погоню за основным поездом, чтобы спасти Лиану, хотя понимает, что так Новый Эдем останется без значительной доли энергии. Алекс, проводя исследования, понимает, что их тёплая область ненадёжна. После долгого обсуждения Рут разрешает Лейтону забрать локомотив и сама вступает в экипаж вместе с Алекс, Джози и ещё несколькими бойцами. Хавьер смог обеспечить Новый Эдем энергией, чтобы тот продержался без Большой Алисы три недели. На поезде Бен и Бесс пытаются саботировать указания Милиуса, за что оба попадают в тюрьму. Открывается, что по указанию Милиуса Нимо проводил опыты с химикатами на людях. |            |                                          |               |                                         |                  |                    |
| 34 | 4          | «Полярная звезда» «North Star»           | Лесли Хоуп    | Иден Багдадчи                           | 11 августа 2024  | 0,34               |
| «Большая Алиса» догоняет «Сквозь снег» и Лейтон с Джози перебираются на него. Но Милиус ждал их появления, это по его указанию в последнем вагоне готовили ловушку. Тем не менее доктор Пелтон помогает Лейтону и Джози незаметно проникнуть в поезд. Нимо, не желая нарушать договорённости с Мелани, саботирует устроенную Милиусом ловушку для Лейтона и убивает одного из солдат. Милиус тем временем отстраняет Майлза от управления поездом, потому что тот связался с Джози, и сажает на его место выпущенного из тюрьмы Бена. Тем временем Лейтон и Джози разделяются. Лейтон находит Нимо и узнаёт об экспериментах. Джози спасает Майлза и Бесс, но её саму захватывают солдаты Милиуса. В Новом Эдеме ухудшается погода, кроме того объявляется новая опасность, Освейлер находит в окрестностях оторванную человеческую руку и приносит её Хавьеру. Тот, изучив её, понимает, что это рука члена поездной бригады. Освейлер и Рош направляются в горы, чтобы найти остальное тело, и теряются в буре. |            |                                          |               |                                         |                  |                    |
| 35 | 5          | «Инженер» «The Engineer»                 | Джо Менендес  | Тина де ля Торре                        | 18 августа 2024  | 0,32               |
| Милиус ставит Лейтону ультиматум - вернуть Лиану в обмен на соединение Большой Алисы с основным поездом. Лейтону приходится согласиться, после чего его, Рут, Алекс, Бена и Бесс берут в плен, Джози забирает к себе доктор Хедвуд. Поезд пригоняют на подземную базу, где Лейтон и его товарищи с удивлением встречают Уилфорда, с которым Лейтон тут же лезет драться. Его изолируют. Остальные, зная, что через три часа поезд отправится в путь, решают вырываться, чтобы попасть на него и вернуть Большую Алису в Новый Эдем. Уилфорд, у которого с Милиусом некоторые трения по поводу власти на поезде, забирает с собой Алекс. Рут, Бен и Бесс выбираются из заключения и успевают попасть на поезд перед самым отправлением. Лейтона и Джози приходится оставить на базе. Бен пытается отстыковать Большую Алису, но так как это теперь невозможно сделать из кабины управления, он вынужден выбраться наружу и ценой своей жизни отцепить вагоны вручную. |            |                                          |               |                                         |                  |                    |
| 36 | 6          | «Отважиться и рискнуть» «Bell the Cat»   | Джо Менендес  | Рени Сент Кир, Матея Божичевич          | 25 августа 2024  | 0,25               |
| Одиннадцать месяцев назад Уилфорда спасли солдаты Милиуса и доставили в бункер. В настоящем Лейтон ищет выход и на одном из нижних уровней встречает людей с химическими ожогами. Вскоре вниз спускаются солдаты, которые начинают отрабатывать на обожженных силовые методы. С ними находится и Уилфорд, которого Милиус приказывает оставить с Лейтоном, рассчитывая избавиться от конкурента за власть. Оказавшись в одной лодке, Лейтон и Уилфорд вынуждены объединиться, чтобы спастись, им помогает лидер обожжённых Керри. Разыскивая Роша, Освейлер находит бывшего пассажира основного поезда, руку которого он нашёл ранее. От него он узнает, что солдаты Милиуса заминировали гору у Нового Эдема, чтобы уничтожить его, когда заполучат Большую Алису. А тем временем в бункер возвращается Мелани. |            |                                          |               |                                         |                  |                    |
| 37 | 7          | «Мотылек и пламя» «A Moth to a Flame»    | Лесли Хоуп    | Майкл Бхим                              | 1 сентября 2024  | 0,31               |
| Три года назад Милиус, желая захватить власть, заманил на нижние уровни группу учёных и тогдашнего командира военных, где подверг их воздействию химикатов Нимо. В настоящем Мелани узнаёт, что Нимо и Милиус хотят выпустить в атмосферу реагент «Джемини», который должен уничтожить реагент заморозки. Но Мелани была там, где были пробные выпуски, и обнаружила его высокую токсичность. Она уверена, что выпуск основного вещества отравит всю атмосферу на земле. Однако Нимо отвергает её доводы. Тем временем Лейтон находит Джози и они ищут доктора Хедвуд, у которой Лиана. Уилфорд пытается лишить власти Милиуса, но попадает в плен. Милиус выводит его на мороз, но выясняется, что Уилфорд получил вакцину от доктора Хедвуд и холод ему не страшен. Воспользовавшись растерянностью Милиуса, Уилфорд убивает его и проникает на поезд "Сквозь снег", который отправляется в путь. Лейтон и Джози тоже успевают на поезд и забирают Лиану у доктора Хейвуд. Нимо, споря с Мелани по поводу запуска «Джемини» в атмосферу, проговаривается о своей роли в заморозке Земли, а затем при поддержке солдат усыпляет Мелани газом и изолирует её. Тем временем прибывшая к Новому Эдему Большая Алиса вынуждена остановиться, так как Озвейлер и Хави нашли на мосту бомбы. Хави берется обезвредить их. На Большой Алисе Бесс и Рут видят взрыв. Лейтон обнаруживает, что доктор Хедвуд ставила эксперименты на Лиане с позволения Уилфорда, и в ярости ищет его, чтобы убить. Но когда они встречаются, Уилфорд уговаривает Лейтона дать ему умереть самому и выкуривает отравленную сигару. Перед смертью он рассказывает Лейтону о плане доктора Нимо забрать Большую Алису и уничтожить Новый Эдем со всеми жителями. Нимо отцепляет вагон с Лейтоном, Джози и Лианой, оставив его на открытой местности. |            |                                          |               |                                         |                  |                    |
| 38 | 8          | «Плачущий Крест» «By Weeping Cross»      | Лесли Хоуп    | Тина де ля Торре, Джон Френсис Коркоран | 8 сентября 2024  | 0,24               |
| Хави чудом уцелел после взрыва, хотя и контужен, но главное ― Большая Алиса снова прибывает в Новый Эдем. Бесс воссоединяется с мисс Одри, хотя та стесняется возлюбленной из-за полученных увечий. Лейтона, Джози и Лиану спасает Рош, которого тоже взяли в плен, но он смог вырваться и завладеть спасательным оборудованием и транспортом. Прибыв в Новый Эдем, Лейтон рассказывает Рут о планах доктора Нимо. Жители Нового Эдема начинают готовиться к нашествию врагов. Большую Алису отгоняют под заминированную гору, чтобы не дать Нимо взорвать бомбы без риска уничтожить нужный ему второй локомотив. Нимо узнает об этом и отправляет диверсионную группу с Алекс, которая в неведении о судьбе Мелани. В Новом Эдеме активно делают оружие и средства обороны. Но настоянию Лейтона Бесс и мисс Одри гуляют по городу. На следующее утро Джози и Боки замечают Алекс у стрелочного поста. Солдаты выдают себя и в Новом Эдеме поднимается тревога. Вражеский снайпер начинает стрелять по людям. Лейтон и Рут организовывают оборону. Алекс под дулом пистолета проникает в стрелочный пост. |            |                                          |               |                                         |                  |                    |
| 39 | 9          | «Доминирующие тропы» «Dominant Trails»   | Неизвестно    | Йен Собель                              | 15 сентября 2024 | н/д                |
| Алекс удается саботировать перевод стрелок и Нимо приходится вести основной поезд в Новый Эдем. Благодаря модернизации, поезд может передвигаться вне рельсового пути. Тем временем Лейтон спасает Алекс, а Бесс нейтрализует снайпера. Нимо пытается уговорить Мелани помочь с запуском ракеты с Джемини, но получив отказ, начинает угрожать безопасностью Алекс. Прибыв в Новый Эдем, солдаты Нимо забрасывают горожан гранатами с усыпляющим газом и захватывают городок. Большая Алиса попадает в руки Нимо, Мелани связывается с Лейтоном и рассказав о намерениях Нимо просит его помочь. И вот когда поезд готов к отправлению, Лейтон, Джози, Рут, Бесс и прочие бросаются на штурм. Солдаты пытаются остановить их, угрожая оружием, но тут выясняется, что у солдат нет патронов. Сойдясь с солдатами в рукопашную, Лейтон и его товарищи проникают на поезд. |            |                                          |               |                                         |                  |                    |
| 40 | 10         | «Последняя остановка» «Last Stop»        | Неизвестно    | Пол Збышевски, Лиам Фернли              | 22 сентября 2024 | н/д                |
| Получив Большую Алису, Нимо пытается взорвать бомбы над Новым Эдемом, но созданная Хави глушилка не даёт этого сделать. Мелани и Алекс пытаются вывести из строя ракету с Джемини, а Лейтон и его друзья отбивают у солдат один вагон за другим. Джози ловит доктора Хедвуд и хочет убить её, отомстив за эксперименты над собой, но всё же щадит её. Выясняется, что Мелани родила Алекс от Нимо с помощью искусственного оплодотворения. Нимо заставляет Мелани и Алекс починить ракету и, выгнав их из вагона, остаётся рядом с ракетой в момент запуска и замерзает насмерть. Но оказалось, что Алекс неплотно закрыла люк ракеты, отчего та не смогла высоко взлететь и, упав на землю, взрывается без вреда атмосфере. После гибели Нимо солдаты сдаются и Мелани отправляет поезд назад в Новый Эдем. Люди начинают новую жизнь, хотя Мелани и Алекс гадают, насколько безопасно в Новом Эдеме. Хави и Сайкс собираются ненадолго вывести поезд на маршрут, чтобы у того не простаивал двигатель, Мисс Одри и Освейлер поют песню для жителей города, а в это время за много километров от Нового Эдема в горах на небольшом клочке земли растут цветы. |            |                                          |               |                                         |                  |                    |

## Производство
В ноябре 2015 года было объявлено о том, что компания Tomorrow Studios приобрела права на телевизионную адаптацию фильма «Сквозь снег», основанного на французском графическом романе «Сквозь снег» Жака Лоба и Жан-Марка Рошетта. Исполнительным продюсером телеверсии должен был стать режиссёр одноимённого фильма Пон Чжун Хо, а также Марти Аделстейн и Джош Фридмен. Год спустя, в ноябре 2016 года, телевизионная сеть TNT заказала производство пилотного эпизода. В мае 2017 года было объявлено, что Скотт Дерриксон станет режиссёром пилотной серии, а сценарий к ней напишет Фридмен. В январе 2018 года сеть TNT заказала производство сериала. Однако позднее, в том же месяце, TNT приняла решение убрать Фридмена из проекта из-за «творческих разногласий». В феврале новым шоураннером был назначен Грэм Мэнсон. В июне 2018 года Дерриксон отказался переснимать пилотный эпизод, пояснив, что сценарий Фридмена был, по его мнению, «лучшим сценарием пилота из всех», что он читал, а новый шоураннер (Мэнсон) «имеет совершенно другой взгляд» на проект.
В июле 2018 года Джеймс Хоз (James Hawes) присоединился к проекту в качестве соисполнительного продюсера и режиссёра для наблюдения за пересъёмкой пилота.
В мае 2019 года было объявлено, что сериал выйдет на канале TBS, а не на TNT, во втором квартале 2020 года, и что второй сезон уже в производстве. В сентябре 2019 года решение о смене телевизионной сети было отменено, и сериал «вернулся» на TNT.
Премьера второго сезона состоялась 25 января 2021 года, перед этим сериал был продлён на третий сезон. 29 июля 2021 года сериал был продлён на четвёртый сезон.
Премьера третьего сезона состоялась 24 января 2022 года на канале TNT, а также на стриминговой платформе Netflix.
В июне 2022 года, в преддверии премьеры четвёртого сезона, было объявлено, что четвёртый сезон станет последним, поскольку TNT прекращает производство оригинальных программ. В январе 2023 года было объявлено, что четвёртый сезон не выйдет в эфир на TNT, и создатели начали поиск новой платформы для показа последнего сезона, а также возможных приквела и сиквела. В марте 2024 года телеканал АМС анонсировал премьеру четвёртого сезона в 2025 году, позднее дата премьеры была перенесена на 21 июля 2024 года.